# 杨弘礼
杨弘礼（598年—653年9月17日），字履庄，华州华阴县（今陕西省华阴市）人，唐朝官员。

## 生平
杨弘礼的父亲杨岳与杨玄感不和，曾秘密上表炀帝说他必然叛乱。杨玄感被诛，杨岳作为其叔父被押在长安狱，隋炀帝使人赦免他，到了之后，杨岳已被长安留守所杀，故只赦免了杨岳诸子。唐高祖即位，以杨素有功于隋，诏命杨弘礼袭封清河郡公，官拜太子通事舍人。貞觀年间，累迁至中书舍人。
唐太宗征辽东高句丽，拜杨弘礼兵部侍郎。驻跸山之役，领步骑二十四军跳出敌军后方，所向摧靡。唐太宗自山下看到其军马，袍仗精整，人人尽力，极为称赞，对许敬宗说：“越国公杨素的子侄，果然有家风。”当时宰相都留在定州辅佐皇太子，只有褚遂良、许敬宗、杨弘礼在辽东军中掌行在机务。唐太宗还长安，拜杨弘礼中书侍郎，迁司农卿。後为昆丘道副大总管，随阿史那社尔、郭孝恪破处密，杀焉耆王，降馺支部，获龟兹、于阗王，凯旋。正好唐太宗驾崩，执事大臣将他下迁泾州刺史。永徽初年，唐高宗追论其功，迁任胜州都督，改太府卿。永徽四年八月廿日（653年9月17日），杨弘礼在长安县延福里患病去世，虚岁五十六，朝廷赠予兵部尚书、使持节、都督兰河濡鄯郭缘七州诸军事、兰州刺史，谥号质。永徽五年三月三日（654年3月26日），葬于万年县少陵。

## 家庭

### 曾祖
- 杨暄，北魏尚书、临贞公[1]

### 祖父
- 杨旉，北周汾州刺史，赠大将军、淮广复三州诸军事、三州刺史、临贞忠壮公[1]

### 父母
- 杨岳，隋朝万年县县令[1]
- 京兆韦氏，西魏尚书右仆射、大司空，隋朝太傅、雍州牧、相卫十二州总管、郧襄公韦孝宽孙女，隋朝毛恒二州刺史、滑国定公韦寿之女

### 兄弟姐妹
- 杨弘义，唐朝鲁王府司马、隆州长史
- 杨弘文，唐朝祠部屯田郎中
- 杨弘武，唐朝吏部郎中、太子中舍人

### 子女
- 杨元嗣，唐朝脩武伯[1]，后为尚乘直长、上柱国、清河郡开国公

## 延伸阅读
[在维基数据编辑]
 《新唐書·卷106》，出自《新唐書》